# Fu Manchu (gruppo musicale)
I Fu Manchu sono un gruppo musicale stoner rock statunitense, proveniente dal sud della California. Il loro debutto discografico avvenne nel 1990 con il singolo Kept Between Trees.
I testi dei Fu Manchu trattano principalmente di temi relativi ai flipper, alle macchine di potenza estrema, gli UFO, i Bigfoot e lo skateboard. Sono inoltre protagonisti di compilation messe insieme dal campione di skateboard Tony Hawk per l'annuale evento di sport multidisciplinare X Games, trasmesso negli Stati Uniti dalle reti televisive ESPN ed ABC. Hanno inoltre partecipato al programma Monster Garage, trasmesso dalla televisione Discovery Channel, e compaiono nel documentario che tratta della storia dello skateboard Dogtown and Z-Boys.

## Storia del gruppo
I Fu Manchu si formano nel 1987 originariamente come gruppo hardcore punk dal nome "Virulence". Le loro influenze principali erano i Black Flag ed i Bl'ast. La formazione comprendeva Ken Pucci alla voce, Scott Hill alla chitarra, Greg McCaughey al basso e Ruben Romano alla batteria. Nel 1989 pubblicano l'album di debutto, If This Isn't a Dream..., su etichetta Alchemy Records. Nel 1990, Pucci lascia il gruppo e viene sostituito da Glen Chivens. Dopo questo cambio nella formazione, il gruppo cambia il nome da Virulence all'attuale Fu Manchu. Sempre nel 1990 pubblicano il loro primo singolo, Kept Between Trees, su etichetta Slap A Ham Records. In questo disco il gruppo mostra ancora le forti influenze dell'hardcore che contraddistinguevano i Virulence. Successivamente, il gruppo inizia ad allontanarsi da questo genere ed a orientarsi verso l'hard rock degli anni settanta. Greg McCaughey, il bassista, non fu contento di questo cambiamento, perché interpretò questa scelta come il voler seguire la moda del momento. Infatti, proprio in quel periodo la casa discografica Sub Pop era al picco della sua celebrità nell'underground statunitense, e molti dei gruppi che l'etichetta aveva sotto contratto erano conosciuti per avere un suono che si avvicinava molto allo stile del rock anni settanta. McCaughey lasciò quindi il gruppo, e fu sostituito da Mark Abshire. Anche il cantante Glen Chivens (sostituto del primo cantante Ken Pucci) lasciò il gruppo in questo periodo per motivi sconosciuti. Piuttosto che cercare un altro cantante, il chitarrista Scott Hill decise di cimentarsi anche come cantante. A questo punto si aggiunse al gruppo Scott Votaw in qualità di chitarrista solista. Nel 1992 i Fu Manchu realizzarono tre 7": Senioritis, Pick Up Summer e Don't Bother Knockin' (If This Vans Rockin'). Nel 1993 Votaw lascia il gruppo e viene sostituito dall'ex batterista degli Olivelawn Eddie Glass.

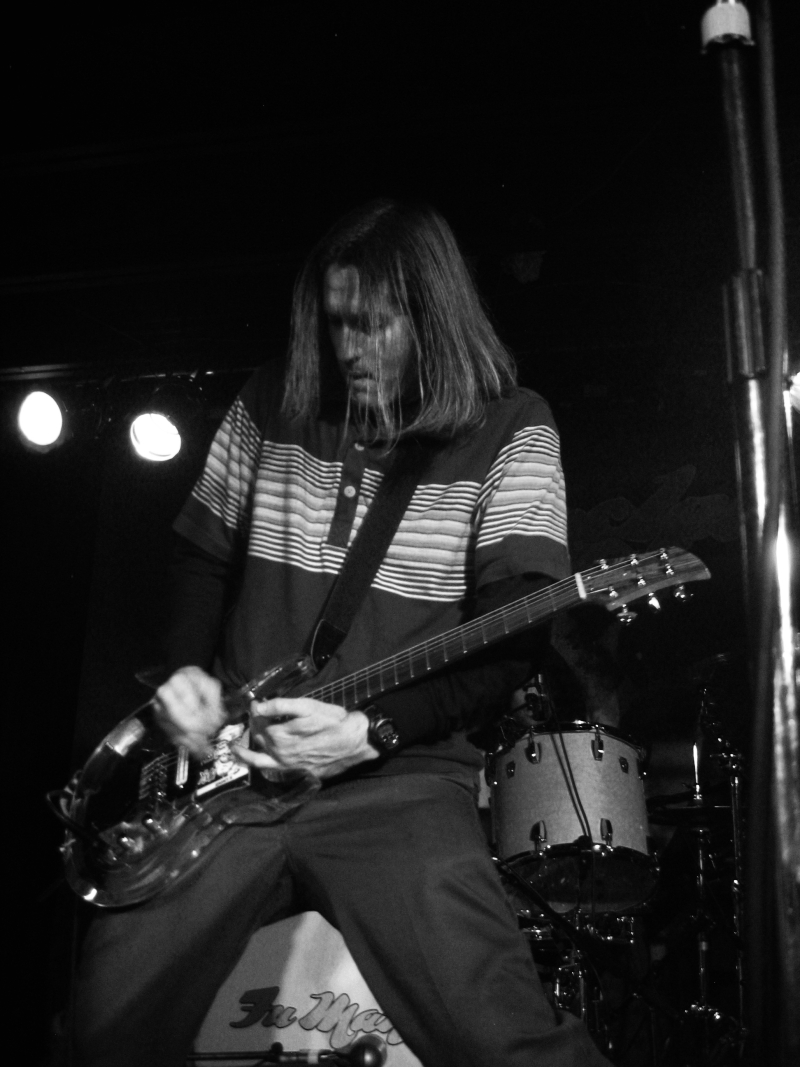
Scott Hill con i Fu Manchu in concerto nel 2007

Agli albori del successo dei Nirvana nei primi anni novanta, i Fu Manchu vennero contattati da una major, che diede loro la possibilità di registrare un demo affinché la casa discografica potesse valutare la possibilità di pubblicare un album del gruppo. Come dissero gli stessi componenti del gruppo successivamente, realizzarono il demo, senza però avere l'intenzione di firmare un contratto con la major. La loro idea era invece quella di utilizzare i soldi presi dalla major per registrare un album vero piuttosto che un demo, da pubblicare poi indipendentemente. Ed in effetti successe proprio così. Il gruppo non firmò per la major, e le registrazioni andarono a formare la lista tracce del primo album del gruppo, No One Rides for Free (1994), che fu pubblicato dalla Bong Load Records, un'etichetta indipendente.
Mark Abshire lascia il gruppo prima delle registrazioni del secondo album, Daredevil (1995). Fu sostituito da Brad Davis. Romano e Glass abbandonarono anche loro il gruppo poco dopo la realizzazione del terzo album, In Search Of... (1996), e furono sostituiti da Brant Bjork e Bob Balch. Glass, Romano ed Abshire formeranno successivamente il gruppo Nebula, un trio che ha preso molte influenze dalla musica dei Fu Manchu.
Il gruppo realizzò successivamente altri album con un discreto successo, e rinforzò anche la propria fama di buon gruppo dal vivo. I Fu Manchu si guadagnarono questa fama grazie al fatto che durante gli anni suonarono insieme a gruppi come Kyuss, Monster Magnet, Marilyn Manson, Clutch, Corrosion of Conformity, White Zombie ed altri ancora.
Brant Bjork lascia il gruppo dopo l'album del 2002 California Crossing per seguire la carriera solista, e venne rimpiazzato dall'ex batterista dei Sunshine e degli Smile Scott Reeder (spesso confuso con l'ex bassista di Kyuss, Unida e Goatsnake Scott Reeder). Nel 2004 i Fu Manchu pubblicano il loro ottavo album, Start the Machine.
L'ultimo album, uscito il 19 febbraio 2007 per la casa discografica Century Media, si intitola We Must Obey. È composto da undici canzoni più una traccia extra nella versione europea (che viene inoltre arricchita di un particolare packaging esterno), sonorità più complesse e articolate. Anche se il marchio di fabbrica dei Fu Manchu rimane netto e definito, si trovano, soprattutto nell'utilizzo delle pause e nelle chitarre effettate, la ricerca del suono alla Queens of the Stone Age.
La band ha trascorso gran parte del 2007 in viaggio, con parecchi concerti negli Stati Uniti e toccando l'Europa in due date.
Il singolo Knew it All Along è stato pubblicato nel tardo 2007.

## Discografia
- 1994 - No One Rides for Free
- 1995 - Daredevil
- 1996 - In Search Of...
- 1997 - The Action Is Go
- 1999 - Eatin' Dust
- 2000 - King of the Road
- 2002 - California Crossing
- 2004 - Start the Machine
- 2007 - We Must Obey
- 2009 - Signs of Infinite Power
- 2014 - Gigantoid
- 2018 - Clone of the Universe
- 2024 - The Return of Tomorrow

Live
- 2003 - Go for It... Live!

Raccolte
- 1998 - Return to Earth 91-93

## Formazione

### Formazione attuale
- Scott Hill - voce, chitarra (1987-oggi)
- Bob Balch - chitarra (1996-oggi)
- Brad Davis - basso (1995-oggi)
- Scott Reeder - batteria (2002-oggi)

### Ex componenti
- Ken Pucci - voce (1987-1990)
- Greg McCaughey - basso (1987-1990)
- Ruben Romano - batteria (1987-1996)
- Glen Chivens - voce (1990-1991)
- Mark Abshire - basso (1990-1995)
- Eddie Glass - chitarra (1993-1996)
- Brant Bjork - batteria (1996-2002)